# إدوارد إس. هاملين
إدوارد إس. هاملين هو محرر وصحفي ومحامي وسياسي أمريكي، ولد في 6 يوليو 1808 في هيلسديل في الولايات المتحدة، وتوفي في 23 نوفمبر 1894 في واشنطن العاصمة في الولايات المتحدة. نشط حزبياً في حزب اليمين. وقد انتخب عضو مجلس النواب الأمريكي.